# Basse-Goulaine

Localización de Basse-Goulaine.

 Basse-Goulaine  es una comuna y población de Francia, en la región de País del Loira, departamento de Loira Atlántico, en el distrito de Nantes y cantón de Vertou-Vignoble, del cual es la cabecera y mayor población.
Está integrada en la Communauté urbaine Nantes Métropole .

## Demografía
| 1853 | 2160 | 3036 | 4099 | 5910 | 7499 |
| Para los censos de 1962 a 1999 la población legal corresponde a la población sin duplicidades (Fuente: INSEE [Consultar]) |      |      |      |      |      |

Forma parte de la aglomeración urbana de Nantes.